# William Román Zapata
- No confundir con William "El Cachetón" Zapata.[1]

William Román Zapata (Tuluá, Valle del Cauca, Colombia; 11 de septiembre de 1975) es un exfutbolista colombiano.

## Clubes
| Club              | País     | Año         |
| ----------------- | -------- | ----------- |
| América de Cali   | Colombia | 1996 - 2002 |
| Deportivo Cali    | Colombia | 2003 - 2004 |
| Cortuluá          | Colombia | 2004        |
| Deportivo Cali    | Colombia | 2005        |
| Cúcuta Deportivo  | Colombia | 2006        |
| Atlético Nacional | Colombia | 2006 - 2007 |
| Cúcuta Deportivo  | Colombia | 2008 - 2009 |
| América de Cali   | Colombia | 2010        |

## Palmarés

### Campeonatos nacionales
| Título              | Club              | País     | Año     |
| ------------------- | ----------------- | -------- | ------- |
| Primera División    | América de Cali   | Colombia | 1996/97 |
| Primera División    | América de Cali   | Colombia | 2000    |
| Primera División    | América de Cali   | Colombia | 2001    |
| Torneo Apertura     | América de Cali   | Colombia | 2002    |
| Torneo Apertura     | Atlético Nacional | Colombia | 2007    |
| Torneo Finalización | Atlético Nacional | Colombia | 2007    |